# Haus der Deutsch-Polnischen Zusammenarbeit
Das Haus der Deutsch-Polnischen Zusammenarbeit (HDPZ) ist ein Verein in Oberschlesien, gegründet 1998 von Thaddäus Schäpe, der u. a. von Vertretern der deutschen Minderheit in Polen getragen wird.
Der Hauptsitz des Vereins liegt in Gleiwitz, ein weiteres Büro befindet sich in Oppeln.

## Geschichte
Das Haus der Deutsch-Polnischen Zusammenarbeit wurde am 17. Februar 1998 in Anwesenheit des deutschen Bundespräsidenten Roman Herzog und des polnischen Präsidenten Aleksander Kwaśniewski in der „Villa Neumann“ eröffnet.
Seit August 2009 befindet sich der Hauptsitz im Bildungs- und Wirtschaftszentrum Nowe Gliwice.

## Vereinsarbeit
Zu den Zielen und Aufgaben des Hauses der Deutsch-Polnischen Zusammenarbeit gehören u. a. die Förderung und Vertiefung der deutsch-polnischen Beziehungen, die Förderung der deutschen Minderheit und die Förderung von Maßnahmen und Initiativen in den Bereichen Wissenschaft, Kultur, Geschichte, Wirtschaft, Gesellschaft und Politik.

## Projekte
Das neueste Projekt des HDPZ ist das Archiv der erzählten Geschichte. Das Projekt sammelt Audioaufnahmen von Erzählungen bzw. Interviews von Einwohnern aus Schlesien, die von Kindern und Jugendlichen geführt und aufgezeichnet wurden. Dabei übernimmt das HDPZ die Betreuung und die Schulung der Jugendlichen.